# Arcos decoris
Arcos decoris е вид лъчеперка от семейство Gobiesocidae. Видът не е застрашен от изчезване.

## Разпространение и местообитание
Разпространен е в Колумбия, Коста Рика и Панама.
Среща се на дълбочина от 3 до 21 m.

## Описание
На дължина достигат до 2,8 cm.